# Городок на Ловати (Псковская область)
Городок на Ловати — городище X—XII веков, располагавшееся в верхнем течении реки Ловать, в 3 км к югу от города Великие Луки, в урочище Городок, рядом с современной деревней Городище Великолукского района Псковской области.
Протогород под Великими Луками на правом берегу Ловати является одним из немногих памятников X века, который был раскопан полностью. Было обнаружено более 35 ремесленных сооружений и свыше 1500 единиц материалов, связанных с ремесленным производством. Плановая структура жилой части городища является кольцевой, с использованием наружных стен для обороны. В отличие от общинных укреплённых центров постройки Городка на Ловати отличаются неоднородностью своего функционального назначения, что определяется различиями в деталях конструкций, печах, в составе находок. Применяемая в домостроительстве столбовая техника считается пережиточным моментом, связанным с распространением столбовых сооружений на этой территории в предшествующий период. Постройки с применением столбовой техники при возведении кровли известны на таких поселениях второй половины I тысячелетия как Старая Ладога (Ленинградская область), Съезжее (Новгородская область), Кобылья голова, Жабино (Ленинградская область) .
В укреплённом поселении с ремесленным посадом в IX—X веках наряду со скандинавскими и балтскими были представлены и западнославянские элементы, прежде всего в керамическом комплексе. До 30 % из всей достоверно славянской керамики в Городке на Ловати было южнобалтийского облика (фельдбергской и фрезендорфской). Поселение на Ловати носило ярко выраженный ремесленный характер. Основным занятием населения в протогородском поселении на Ловати были добыча железа и его кузнечная обработка, а также — ювелирное дело. Городок на Ловати, наряду с Гнёздовом, был одним из двух центров производства трёхдырчатых и ромбовидных подвесок. Наиболее полные аналогии производственным сооружениям Городка на Ловати имеются в Гнёздове и на поселениях последней четверти I тысячелетия н. э. у деревни Кислая в Смоленской области. Особенности технологии ювелирного производства Городка на Ловати отличают его от новгородской школы и свидетельствуют о существовании в X веке в прибалтийской зоне металлообработки особого региона, который сформировался в результате развития традиций кривичской культуры длинных курганов.
Во второй половине XI века—XII веке ведущей экономической отраслью Городка на Ловати стало сельское хозяйство. В конце XII века в Городке на Ловати господствовала смоленская керамика.
Об археологическом комплексе памятников «Городок на Ловати» близ Великих Лук упоминается в публикациях В. М. Горюновой, М. Н. Тихомирова.